# Osamu Watanabe

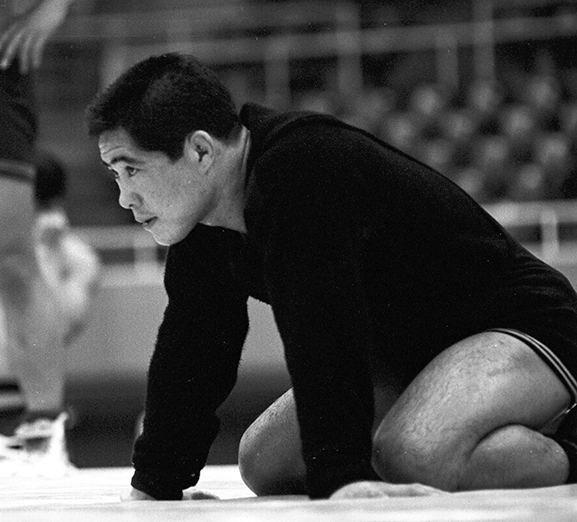
Osamu Watanabe en 1964

Osamu Watanabe, né le 21 octobre 1940 et mort en octobre 2022, est un lutteur japonais spécialiste de la lutte libre. Lors des Jeux olympiques d'été de 1964, qui se déroulent à domicile, il remporte la médaille d'or dans la catégorie des poids plumes (57-63 kg). Il finit sa carrière invaincu, ayant gagné les 186 combats qu'il a disputés.

## Palmarès

### Jeux olympiques
- Jeux olympiques de 1964 à Tokyo,  Japon
  -  Médaille d'or